# چاک وینسون
چاک وینسون (انگلیسی: Chuck Vinson؛ زادهٔ ۱۴ ژوئیهٔ ۱۹۵۶) کارگردان تلویزیونی، تهیه‌کننده تلویزیونی، تهیه‌کننده فیلم، و کارگردان فیلم اهل ایالات متحده آمریکا است. وی از سال ۱۹۸۲ میلادی تاکنون مشغول فعالیت بوده‌است.